# Triều Tiên Hiếu Tông
Triều Tiên Hiếu Tông (chữ Hán: 朝鮮孝宗; 3 tháng 7 năm 1619 - 23 tháng 6 năm 1659), là vị Quốc vương thứ 17 của nhà Triều Tiên. Ông trị vị từ năm 1649 đến năm 1659, tổng cộng là  10 năm.
Hiếu Tông đại vương được biết đến với kế hoạch của mình cho kế hoạch Bắc phạt Mãn Thanh và các chiến dịch của ông chống lại Đế quốc Nga bằng cách thỉnh cầu giúp đỡ của nhà Thanh. Kế hoạch bắc phạt của ông không bao giờ đưa vào hoạt động kể từ khi ông qua đời trước khi chiến dịch bắt đầu.

## Tiểu sử
Hiếu Tông đại vương tên húy là Lý Hạo (李淏), tên tự là Tĩnh Uyên (靜淵), được sinh ra vào ngày 8 tháng 5, năm 1619, vào những năm Quang Hải Quân trị vì. Ông là con trai thứ hai của Triều Tiên Nhân Tổ Lý Tông, trong khi cha của ông vẫn còn là một Vương tử. Mẹ ông là Nhân Liệt vương hậu Hàn thị, người ở Thanh Châu.
Năm 1623, phái Tây Nhân (西人) đã phát động một cuộc đảo chính loại bỏ Quang Hải Quân và đưa Nhân Tổ lên ngôi, Hiếu Tông được gọi vào cung cùng với cha mình. Năm 1626, ông được phong làm Phụng Lâm đại quân (鳳林大君). Năm 1631, ông cưới con gái của đại thần Trương Duy (張維) làm chánh thất.
Chính sách ngoại giao cứng rắn của Nhân Tổ đã gây ra cuộc chiến tranh giữa Triều Tiên và Mãn Châu. Vào năm 1636, Mãn Châu đánh bại Triều Tiên, Triều Tiên Nhân Tổ phải cúi đầu xưng thần trước Hoàng Thái Cực tại Samjeondo. Theo hòa ước, phía Triều Tiên phải đưa Thế tử Lý Uông và Phụng Lâm đại quân tới Thịnh Kinh làm con tin.
Trong thời gian bôn ba nước ngoài, Hiếu Tông chủ yếu là cùng anh trai cố gắng bảo vệ lãnh thổ đất nước khỏi mối đe dọa từ ngoại quốc, đặc biệt là người Mãn ở Trung Quốc.
Cùng với anh trai của ông, Hiếu Tông đã liên lạc với người châu Âu trong khi ông ở Trung Quốc, và cũng có thể ông đã biết được rằng Triều Tiên cần phải phát triển công nghệ mới và hệ thống chính trị và quân sự mạnh mẽ hơn để tự bảo vệ mình từ các cường quốc nước ngoài. Ông cũng phát triển một mối ác cảm chống lại nhà Thanh, tách ra từ đất nước của mình và gia đình của mình. Chính trong giai đoạn này, ông quyết định thực hiện một kế hoạch lớn cho các chiến dịch bắc phạt chống lại Mãn Châu, một hành động trả thù nhà Thanh cho cuộc chiến năm 1636.
Năm 1644, Thế tử và Phụng Lâm đại quân trở về Triều Tiên. Năm 1645, Thế tử Lý Vương đột ngột qua đời, thụy gọi là Chiêu Hiến Thế tử (昭顯世子). Phụng Lâm đại quân được phong làm Vương Thế tử kế vị, con trai của ông là Lý Túc được phong làm Vương thế tôn.
Năm 1649, Nhân Tổ đại vương băng hà, Thế tử Lý Hạo kế vị. Ông chủ trương miệt thị nhà Thanh và hạn chế hết mức sự giao hảo với Trung Quốc.
Năm 1659, ngày 4 tháng 5, quốc vương băng hà tại Đạo Tạo điện ở Xương Đức cung. Miếu hiệu là Hiếu Tông (孝宗), thụy hiệu là Tuyên Văn Chương Vũ Thần Thánh Hiển Nhân Minh Nghĩa Chính Đức đại vương (宣文章武神圣显仁明义正德大王).

## Gia đình
- Thân phụ: Triều Tiên Nhân Tổ Lý Tông.
- Thân mẫu: Nhân Liệt Vương hậu Hàn thị (1594 - 1635), người ở Thanh Châu, con gái của Tây Bình phủ viện quân Hàn Tuấn Khiêm và Cối Sơn phủ phu nhân Hoàng thị ở Xương Nguyện.
- Hậu cung:

1. Nhân Tuyên vương hậu Trương thị (仁宣王后 張氏, 1618 - 1674), người ở Đức Thủy, là con gái của Tân Phong phủ viện quân Trương Duy (新豊府院君張維) và Vĩnh Gia phủ phu nhân Kim thị ở An Đông (永嘉府夫人安東金氏). Khi thành hôn với Hiếu Tông, sơ phong là "Phong An phủ phu nhân" (豐安府夫人); sau khi Hiếu Tông được phong Thế tử vào năm 1645, bà trở thành Thế tử tần (世子嬪). Khi Triều Tiên Hiển Tông kế vị, tôn hiệu Hiếu Túc vương đại phi (孝肅王大妃).
2. An tần Lý thị (安嬪李氏, 1622 - 1693), người ở Khánh Châu, con gái của Công Tào tham nghị Lý Ứng Hiến (李應憲). Túc Tông đại vương thời kỳ, bà được thăng vị Chiêu nghi, Quý nhân rồi tấn tôn "An tần" (安嬪). Sinh hạ con gái duy nhất là Thục Ninh ông chúa.
3. Thục nghi Kim thị (淑儀金氏).
4. Thục viên Trịnh thị (淑媛鄭氏).

- Vương tử:

1. Triều Tiên Hiển Tông Lý Túc [李棩], mẹ là Nhân Tuyên vương hậu.

- Vương nữ:

1. Thục Thận công chúa (淑愼公主), mẹ là Nhân Tuyên vương hậu, mất sớm.
2. Thục An công chúa (淑安公主, 1636 - 1697), mẹ là Nhân Tuyên vương hậu. Hạ giá lấy Ích Bình úy Hồng Đắc Cơ (洪得箕).
3. Thục Minh công chúa (淑明公主, 1640 - 1699), mẹ là Nhân Tuyên vương hậu. Hạ giá lấy Thanh Bình úy Thẩm Ích Hiển (沈益顯).
4. Thục Huy công chúa (淑徽公主, 1642 - 1696), mẹ là Nhân Tuyên vương hậu. Hạ giá lấy Dần Bình úy Trịnh Tề Hiền (鄭齊賢).
5. Thục Tĩnh công chúa (淑靜公主, 1645 - 1645), mẹ là Nhân Tuyên vương hậu. Hạ giá lấy Đông Bình úy Trịnh Tải Lôn (鄭載崙).
6. Thục Kính công chúa (淑敬公主, 1648 - 1671), mẹ là Nhân Tuyên vương hậu. Hạ giá lấy Hưng Bình úy Nguyên Mộng Lân (元夢鱗).
7. Thục Ninh ông chúa (淑寧翁主, 1649 - 1668), con gái duy nhất của Lý An tần. Hạ giá lấy Cẩm Bình úy Phác Bật Thành (朴弼成).

- Nghĩa nữ:

1. Nghĩa Thuận Công chúa (義順公主, 1635 – 1662), con gái của tông thất Cẩm Lâm Quân Lý Khải Duẫn. Năm 1650, được gả sang nhà Thanh làm Kế phúc tấn của Nhiếp chính vương Đa Nhĩ Cổn (多爾袞).